# Liste des chefs d'État argentins
Ne doit pas être confondu avec Président de la Nation argentine.
Cet article dresse la liste des chefs d'État argentins, qui portent aujourd'hui le titre de président de la Nation argentine (en espagnol : Presidente de la Nación Argentina), à la fois chef de l'État et du gouvernement de l'Argentine.
L'Argentine a connu plusieurs régimes politiques, successivement les Provinces-Unies du Río de la Plata, la Confédération argentine et enfin la République argentine.

## Liste des chefs d'États argentins
Les dates en italique indiquent de facto la continuation du pouvoir ; les noms en gras et italiques indiquent un nom d'usage (etc.) par lequel la personne est connue communément.

### Provinces-Unies du Rio de La Plata (1810-1831)

#### Les juntes (1810-1811)
| Mandat                            | Nom                                             | Parti | Note                                  |
| --------------------------------- | ----------------------------------------------- | ----- | ------------------------------------- |
| 25 mai 1810 au 18 décembre 1810   | Cornelio Saavedra, président du premier conseil |       |                                       |
| 18 décembre 1810 au 26 août 1811  | Joaquín Campana, président de la Junta Grande   |       | Premier président de la Junta Grande  |
| 26 août 1811 au 23 septembre 1811 | Domingo Matheu, président de la Junta Grande    |       | Deuxième président de la Junta Grande |

#### Les triumvirats (1811-1814)
| Mandat                              | Nom | Parti                            | Note                             |
| ----------------------------------- | --- | -------------------------------- | -------------------------------- |
| 23 septembre 1811 au 8 octobre 1812 | Premier Triumvirat (1811-1812) : | Premier Triumvirat (1811-1812) : | Premier Triumvirat (1811-1812) : |
| 23 septembre 1811 au 8 octobre 1812 | Feliciano Antonio Chiclana, Triumviro Manuel de Sarratea, Triumviro Juan José Paso, Triumviro Juan Martín de Pueyrredón, Triumviro  |                                  | Premier Triumvirat               |
| 8 octobre 1812 au 31 janvier 1814   | Second Triumvirat (1812-1814) : | Second Triumvirat (1812-1814) :  | Second Triumvirat (1812-1814) :  |
| 8 octobre 1812 au 31 janvier 1814   | Juan José Paso, Triumviro Nicolás Rodríguez Peña, Triumviro Antonio Álvarez Jonte, Triumviro Gervasio Antonio de Posadas, Triumviro |                                  | Deuxième Triumvirat              |

#### Le Directoire (1814-1820)
| Mandat                              | Nom                                               | Parti | Note |
| ----------------------------------- | ------------------------------------------------- | ----- | ---- |
| 31 janvier 1814 au 9 janvier 1815   | Gervasio Antonio de Posadas, directeur suprême    |       |      |
| 9 janvier 1815 au 18 avril 1815     | Carlos María de Alvear, directeur suprême         |       |      |
| 18 avril 1815 au 20 avril 1815      | Juan José Viamonte, directeur suprême             |       |      |
| 20 avril 1815                       | José Rondeau, directeur suprême                   |       |      |
| 20 avril 1815 au 17 avril 1816      | Ignacio Álvarez Thomas, directeur suprême         |       |      |
| 17 avril 1816 au 9 juillet 1816     | Antonio González Balcarce (es), directeur suprême |       |      |
| 9 juillet 1816 au 9 juin 1819       | Juan Martín de Pueyrredón, directeur suprême      |       |      |
| 9 juin 1819 au 1er février 1820     | José Rondeau, directeur suprême                   |       |      |
| 1er février 1820 au 11 février 1820 | Juan Pedro Aguirre, directeur suprême             |       |      |

#### Présidents de la Nation (1826-1827)
La guerre de Cisplatine contre l'empire du Brésil pousse le Congrès à déclarer la nécessité d'un pouvoir centralisé pour soutenir l'effort de guerre.
| No | Portrait                | Nom                                | Mandat présidentiel | Mandat         | Mandat       | Élection | Appartenance politique | Notes |
| -- | ----------------------- | ---------------------------------- | ------------------- | -------------- | ------------ | -------- | ---------------------- | --- |
| 1  | Bernardino Rivadavia.   | Bernardino Rivadavia (1780-1845)   | 1826 – 1831         | 7 février 1826 | 27 juin 1827 | 1826     | Parti unitaire         | Il reçoit peu de soutien des provinces et doit démissionner après avoir négocié une paix défavorable avec le Brésil. |
| 2  | Vicente López y Planes. | Vicente López y Planes (1785-1856) | 1826 – 1831         | 7 juillet 1827 | 17 août 1827 | 1826     | Parti unitaire         | Peu soutenu, il met fin au régime présidentiel.                                                                      |

### Période 1827-1831
Confédération, pas de chef d'État en titre

### Confédération Argentine (1831-1861)

#### 1852-1854: directeur provisoire
| Mandat                      | Nom                                                                            | Parti             | Note                                   |
| --------------------------- | ------------------------------------------------------------------------------ | ----------------- | -------------------------------------- |
| 6 avril 1852 au 5 mars 1854 | Justo José de Urquiza, Directeur provisoire puis président de la Nation (1854) | Parti fédéraliste | Gouverneur de la Province d'Entre Ríos |

#### 1852-1861: présidents de la Confédération Argentine
| No | Portrait                | Nom                                | Mandat présidentiel | Mandat          | Mandat           | Élection | Appartenance politique | Notes |
| -- | ----------------------- | ---------------------------------- | ------------------- | --------------- | ---------------- | -------- | ---------------------- | --- |
| 3  | Justo José de Urquiza.  | Justo José de Urquiza (1801-1870)  | 1854 – 1860         | 5 mars 1854     | 5 mars 1860      | 1853     | Parti fédéraliste      | Entrée en vigueur de la Constitution de 1853. Après la bataille de Cepeda, il négocie le pacte de San José de Flores avec l'État de Buenos Aires vaincu. |
| 4  | Santiago Derqui.        | Santiago Derqui (1809-1867)        | 1860 – 1866         | 5 mars 1860     | 5 novembre 1861  | 1860     | Parti fédéraliste      | La défaite face à Buenos Aires à la bataille de Pavón le pousse à la démission.                                                                          |
| 5  | Juan Esteban Pedernera. | Juan Esteban Pedernera (1796-1886) | 1860 – 1866         | 5 novembre 1861 | 12 décembre 1861 | 1860     | Parti fédéraliste      | Dépassé par les événements, il cède à Bartolomé Mitre les rênes du pouvoir.                                                                              |

### République argentine (depuis 1861)

#### 1861-1880: présidences historiques
Dans l'historiographie argentine, on appelle présidences historiques (es) (en espagnol : Presidencias históricas) les trois premières présidences de la République suivant la bataille de Pavón, correspondant aux mandats de Bartolomé Mitre, Domingo Faustino Sarmiento et Nicolás Avellaneda.
| No | Portrait                    | Nom                                    | Mandat présidentiel | Mandat           | Mandat          | Élection | Appartenance politique     | Notes                                                                               |
| -- | --------------------------- | -------------------------------------- | ------------------- | ---------------- | --------------- | -------- | -------------------------- | ----------------------------------------------------------------------------------- |
| 6  | Bartolomé Mitre.            | Bartolomé Mitre (1821-1906)            | –                   | 12 décembre 1861 | 12 avril 1862   | –        | Libéral                    | De facto dirigeant du pays.                                                         |
| 6  | Bartolomé Mitre.            | Bartolomé Mitre (1821-1906)            | –                   | 12 avril 1862    | 2 juin 1862     | –        | Libéral                    | Auto-proclamé « chargé du pouvoir exécutif national ».                              |
| 6  | Bartolomé Mitre.            | Bartolomé Mitre (1821-1906)            | –                   | 2 juin 1862      | 12 octobre 1862 | –        | Libéral                    | Nommé à la tête du pouvoir exécutif par le Congrès.                                 |
| 6  | Bartolomé Mitre.            | Bartolomé Mitre (1821-1906)            | 1862 – 1868         | 12 octobre 1862  | 12 octobre 1868 | 1862     | Libéral Nationaliste       | Élu président de la Nation. Sous son mandat débute la guerre de la Triple-Alliance. |
| 7  | Domingo Faustino Sarmiento. | Domingo Faustino Sarmiento (1811-1888) | 1868 – 1874         | 12 octobre 1868  | 12 octobre 1874 | 1868     | —                          | Le recensement de 1869 révèle que 71 % de la population est analphabète.            |
| 8  | Nicolás Avellaneda.         | Nicolás Avellaneda (1837-1885)         | 1874 – 1880         | 12 octobre 1874  | 12 octobre 1880 | 1874     | Parti autonomiste national | Il favorise l'immigration et acte la fédéralisation de Buenos Aires.                |

#### 1880-1916: présidences libérales
Les présidences libérales sont celles de la « génération de 1880 » qui applique les principes du libéralisme et a pour devise « paix et administration » (en espagnol : paz y administración). La période est également nommée République conservatrice.
| No | Portrait               | Nom                               | Mandat présidentiel | Mandat          | Mandat          | Élection | Appartenance politique     | Notes                                                                                            |
| -- | ---------------------- | --------------------------------- | ------------------- | --------------- | --------------- | -------- | -------------------------- | ------------------------------------------------------------------------------------------------ |
| 9  | Julio Argentino Roca.  | Julio Argentino Roca (1843-1914)  | 1880 – 1886         | 12 octobre 1880 | 12 octobre 1886 | 1880     | Parti autonomiste national | 1er mandat. Il met en place l'enseignement public, laïc et gratuit.                              |
| 10 | Miguel Juárez Celman.  | Miguel Juárez Celman (1844-1909)  | 1886 – 1892         | 12 octobre 1886 | 6 août 1890     | 1886     | Parti autonomiste national | Chassé du pouvoir par la révolution du Parc.                                                     |
| 11 | Carlos Pellegrini.     | Carlos Pellegrini (1846-1906)     | 1886 – 1892         | 6 août 1890     | 12 octobre 1892 | 1886     | Parti autonomiste national | Fondateur de la Banque de la Nation argentine.                                                   |
| 12 | Luis Sáenz Peña.       | Luis Sáenz Peña (1822-1907)       | 1892 – 1898         | 12 octobre 1892 | 22 janvier 1895 | 1892     | Parti autonomiste national | Il démissionne.                                                                                  |
| 13 | José Evaristo Uriburu. | José Evaristo Uriburu (1831-1914) | 1892 – 1898         | 22 janvier 1895 | 12 octobre 1898 | 1892     | Parti autonomiste national |                                                                                                  |
| 14 | Julio Argentino Roca.  | Julio Argentino Roca (1843-1914)  | 1898 – 1904         | 12 octobre 1898 | 12 octobre 1904 | 1898     | Parti autonomiste national | 2e mandat.                                                                                       |
| 15 | Manuel Quintana.       | Manuel Quintana (1835-1906)       | 1904 – 1910         | 12 octobre 1904 | 12 mars 1906 †  | 1904     | Parti autonomiste national | Premier président à mourir dans l'exercice de ses fonctions.                                     |
| 16 | José Figueroa Alcorta. | José Figueroa Alcorta (1860-1931) | 1904 – 1910         | 12 mars 1906    | 12 octobre 1910 | 1904     | Parti autonomiste national | Sous son mandat a lieu la Semaine rouge.                                                         |
| 17 | Roque Sáenz Peña.      | Roque Sáenz Peña (1851-1914)      | 1910 – 1916         | 12 octobre 1910 | 9 août 1914 †   | 1910     | Parti autonomiste national | La loi Sáenz Peña met en place le suffrage universel. Il meurt dans l'exercice de ses fonctions. |
| 18 | Victorino de la Plaza. | Victorino de la Plaza (1840-1919) | 1910 – 1916         | 9 août 1914     | 12 octobre 1916 | 1910     | Parti autonomiste national |                                                                                                  |

#### 1916-1930: présidences radicales
La période radicale s'étend de 1916 au coup d'État militaire de 1930.
| No | Portrait                    | Nom                                    | Mandat présidentiel | Mandat          | Mandat           | Élection | Appartenance politique | Notes                                                   |
| -- | --------------------------- | -------------------------------------- | ------------------- | --------------- | ---------------- | -------- | ---------------------- | ------------------------------------------------------- |
| 19 | Hipólito Yrigoyen.          | Hipólito Yrigoyen (1852-1933)          | 1916 – 1922         | 12 octobre 1916 | 12 octobre 1922  | 1916     | Union civique radicale | 1er mandat. Sous son mandat a lieu la Semaine tragique. |
| 20 | Marcelo Torcuato de Alvear. | Marcelo Torcuato de Alvear (1868-1942) | 1922 – 1928         | 12 octobre 1922 | 12 octobre 1928  | 1922     | Union civique radicale | Il fonde YPF comme entreprise d'État.                   |
| 21 | Hipólito Yrigoyen.          | Hipólito Yrigoyen (1852-1933)          | 1928 – 1934         | 12 octobre 1928 | 6 septembre 1930 | 1928     | Union civique radicale | 2e mandat. Destitué par un coup d'État.                 |

#### 1930-1943: «décennie infâme»
| No | Portrait                 | Nom                                 | Mandat présidentiel | Mandat           | Mandat          | Élection | Appartenance politique                                  | Notes                        |
| -- | ------------------------ | ----------------------------------- | ------------------- | ---------------- | --------------- | -------- | ------------------------------------------------------- | ---------------------------- |
| 22 | José Félix Uriburu.      | José Félix Uriburu (1868-1932)      | Coup d'État         | 6 septembre 1930 | 20 février 1932 | –        | Militaire                                               |                              |
| 23 | Agustín Pedro Justo.     | Agustín Pedro Justo (1876-1943)     | 1932 – 1938         | 20 février 1932  | 20 février 1938 | 1931     | Parti démocrate national (Concordancia)                 |                              |
| 24 | Roberto Marcelino Ortiz. | Roberto Marcelino Ortiz (1886-1942) | 1938 – 1944         | 20 février 1938  | 27 juin 1942    | 1937     | Union civique radicale antipersonnaliste (Concordancia) |                              |
| 25 | Ramón Castillo.          | Ramón Castillo (1873-1944)          | 1938 – 1944         | 27 juin 1942     | 4 juin 1943     | 1937     | Parti démocrate national (Concordancia)                 | Destitué par un coup d'État. |

#### 1943-1946: révolution de 1943
| No | Portrait                 | Nom                                 | Mandat présidentiel | Mandat      | Mandat      | Élection | Appartenance politique | Notes |
| -- | ------------------------ | ----------------------------------- | ------------------- | ----------- | ----------- | -------- | ---------------------- | --- |
| —  | Arturo Rawson.           | Arturo Rawson (1885-1952)           | Coup d’État         | 4 juin 1943 | 7 juin 1943 | –        | Militaire              | Assume provisoirement le pouvoir exécutif jusqu'à la nomination de Pedro Pablo Ramírez.                                                     |
| 26 | Pedro Pablo Ramírez.     | Pedro Pablo Ramírez (1884-1962)     | Coup d’État         | 7 juin 1943 | 9 mars 1944 | –        | Militaire              | Soutenu par le GOU, il applique la censure, réinstaure l'enseignement catholique à l'école et persécute l'opposition avant de démissionner. |
| 27 | Edelmiro Julián Farrell. | Edelmiro Julián Farrell (1887-1980) | Coup d’État         | 9 mars 1944 | 4 juin 1946 | –        | Militaire              | Soutenu aussi par le GOU. Il déclare la guerre à l'Axe puis organise de nouvelles élections.                                                |

#### 1946-1955: présidence de Perón
| No | Portrait    | Nom                            | Mandat présidentiel | Mandat      | Mandat            | Élection | Appartenance politique | Notes                                   |
| -- | ----------- | ------------------------------ | ------------------- | ----------- | ----------------- | -------- | ---------------------- | --------------------------------------- |
| 28 | Juan Perón. | Juan Domingo Perón (1895-1974) | 1946 – 1952         | 4 juin 1946 | 4 juin 1952       | 1946     | Parti justicialiste    | 1er mandat.                             |
| 28 | Juan Perón. | Juan Domingo Perón (1895-1974) | 1952 – 1958         | 4 juin 1952 | 19 septembre 1955 | 1951     | Parti justicialiste    | 2e mandat. Destitué par un coup d'État. |

#### 1955-1958: «révolution libératrice»
| No | Portrait                   | Nom                                   | Mandat présidentiel | Mandat            | Mandat            | Élection | Appartenance politique | Notes                                                                   |
| -- | -------------------------- | ------------------------------------- | ------------------- | ----------------- | ----------------- | -------- | ---------------------- | ----------------------------------------------------------------------- |
| —  | José Domingo Molina Gómez. | José Domingo Molina Gómez (1896-1969) | Coup d’État         | 19 septembre 1955 | 23 septembre 1955 | –        | Militaire              | Président par intérim jusqu'à la nomination de Lonardi.                 |
| 29 | Eduardo Lonardi.           | Eduardo Lonardi (1896-1956)           | Coup d’État         | 23 septembre 1955 | 13 novembre 1955  | –        | Militaire              | Déposé par la junte pour avoir été trop conciliant avec les péronistes. |
| 30 | Pedro Eugenio Aramburu.    | Pedro Eugenio Aramburu (1903-1970)    | Coup d’État         | 13 novembre 1955  | 1er mai 1958      | –        | Militaire              | Il réprime durement l'opposition et interdit le péronisme.              |

#### 1958-1966: une démocratie fragile
De 1958 au coup d'État militaire de 1966, trois présidents radicaux se succèdent.
| No | Portrait              | Nom                              | Mandat présidentiel | Mandat          | Mandat          | Élection | Appartenance politique | Notes                        |
| -- | --------------------- | -------------------------------- | ------------------- | --------------- | --------------- | -------- | ---------------------- | ---------------------------- |
| 31 | Arturo Frondizi.      | Arturo Frondizi (1908-1995)      | 1958 – 1964         | 1er mai 1958    | 29 mars 1962    | 1958     | Union civique radicale | Destitué par un coup d'État. |
| 32 | José María Guido.     | José María Guido (1910-1975)     | 1958 – 1964         | 29 mars 1962    | 12 octobre 1963 | –        | Union civique radicale |                              |
| 33 | Arturo Umberto Illia. | Arturo Umberto Illia (1900-1983) | 1963 – 1969         | 12 octobre 1963 | 28 juin 1966    | 1963     | Union civique radicale | Destitué par un coup d'État. |

#### 1966-1973: «révolution argentine»
Par le coup d'État de 1966, l'armée met en place l'auto-proclamée « Révolution argentine » qui perdure jusqu'en 1973.
À trois reprises, un trio composé de deux généraux et un amiral assume la tête de l'État :
- du 28 au 29 juin 1966 : l'amiral Benigno Varela et les généraux Pascual Pistarini et Adolfo Álvarez.
- du 8 au 18 juin 1970 : l'amiral Pedro Gnavi (président) et les généraux Alejandro Agustín Lanusse et Carlos Alberto Rey.
- du 23 au 26 mars 1971 : à nouveau l'amiral Pedro Gnavi et les généraux Alejandro Agustín Lanusse (président) et Carlos Alberto Rey.

| No | Portrait                    | Nom                                    | Mandat présidentiel | Mandat       | Mandat       | Élection | Appartenance politique | Notes |
| -- | --------------------------- | -------------------------------------- | ------------------- | ------------ | ------------ | -------- | ---------------------- | --- |
| 34 | Juan Carlos Onganía.        | Juan Carlos Onganía (1914-1995)        | Coup d’État         | 29 juin 1966 | 8 juin 1970  | –        | Militaire              | Il déclare l'état de siège, interdit les partis politiques et les manifestations. Le Cordobazo provoque sa chute. |
| 35 | Roberto Marcelo Levingston. | Roberto Marcelo Levingston (1920-2015) | Coup d’État         | 18 juin 1970 | 23 mars 1971 | –        | Militaire              | Dépassé par les difficultés et peu soutenu par l'armée, il démissionne.                                           |
| 36 | Alejandro Agustín Lanusse.  | Alejandro Agustín Lanusse (1918-1996)  | Coup d’État         | 26 mars 1971 | 25 mai 1973  | –        | Militaire              | Il met en œuvre le Grand Accord National pour le retour de la démocratie.                                         |

#### 1973-1976: retour du péronisme
| No | Portrait                  | Nom                                   | Mandat présidentiel | Mandat           | Mandat             | Élection | Appartenance politique | Notes                               |
| -- | ------------------------- | ------------------------------------- | ------------------- | ---------------- | ------------------ | -------- | ---------------------- | ----------------------------------- |
| 37 | Héctor José Cámpora.      | Héctor José Cámpora (1909-1980)       | 1973 - 1977         | 25 mai 1973      | 13 juillet 1973    | 03/1973  | Parti justicialiste    |                                     |
| 38 | Raúl Alberto Lastiri.     | Raúl Alberto Lastiri (1915-1978)      | 1973 - 1977         | 13 juillet 1973  | 12 octobre 1973    | –        | Parti justicialiste    |                                     |
| 39 | Juan Perón.               | Juan Domingo Perón (1895-1974)        | 1973 - 1977         | 12 octobre 1973  | 1er juillet 1974 † | 09/1973  | Parti justicialiste    | 3e mandat. Mort pendant son mandat. |
| 40 | Isabel Martínez de Perón. | María Estela Martínez de Perón (1931) | 1973 - 1977         | 1er juillet 1974 | 24 mars 1976       | 09/1973  | Parti justicialiste    | Destituée par un coup d'État.       |

#### 1976-1983: «processus de réorganisation nationale»
Entre le coup d'État de 1976 et le retour de la démocratie en 1983, l'Argentine vit sa dernière période de dictature militaire, l'auto-proclamé « Processus de réorganisation nationale », plus communément appelée « Dictature de Pinochet ». Ce régime est marqué par la violence de sa répression qui fait près de 30 000 disparus.
Du 24 au 29 mars 1976, le pays dirigé par un trio de généraux représentant les trois armes de l'armée argentine : Orlando Agosti pour l'armée de l'air, Emilio Eduardo Massera pour la marine et Jorge Rafael Videla pour l'armée de terre.
| No | Portrait                  | Nom                                  | Mandat présidentiel | Mandat           | Mandat           | Élection | Appartenance politique | Notes |
| -- | ------------------------- | ------------------------------------ | ------------------- | ---------------- | ---------------- | -------- | ---------------------- | --- |
| 41 | Jorge Rafael Videla.      | Jorge Rafael Videla (1925-2013)      | Coup d'État         | 29 mars 1976     | 29 mars 1981     | –        | Militaire              | Il déclare l'état de siège et instaure le terrorisme d'État.                                             |
| 42 | Roberto Eduardo Viola.    | Roberto Eduardo Viola (1924-1994)    | Coup d'État         | 29 mars 1981     | 11 décembre 1981 | –        | Militaire              | |
| —  | Carlos Alberto Lacoste.   | Carlos Alberto Lacoste (1929-2004)   | Coup d'État         | 11 décembre 1981 | 22 décembre 1981 | –        | Militaire              | Président par intérim.                                                                                   |
| 43 | Leopoldo Galtieri.        | Leopoldo Galtieri (1926-2003)        | Coup d'État         | 22 décembre 1981 | 18 juin 1982     | –        | Militaire              | Il démissionne à la suite de la défaite cinglante contre le Royaume-Uni pendant la guerre des Malouines. |
| —  | Alfredo Oscar Saint-Jean. | Alfredo Oscar Saint-Jean (1926-1987) | Coup d'État         | 18 juin 1982     | 1er juillet 1982 | –        | Militaire              | Nommé à la tête de l'exécutif le temps que la junte désigne le successeur de Galtieri.                   |
| 44 | Reynaldo Bignone.         | Reynaldo Bignone (1928-2018)         | Coup d'État         | 1er juillet 1982 | 10 décembre 1983 | –        | Militaire              | Dernier dictateur argentin. Il convoque de nouvelles élections.                                          |

#### Depuis 1983: la démocratie contemporaine
| No | Portrait                        | Nom                                   | Mandat présidentiel | Mandat           | Mandat           | Élection | Appartenance politique   | Notes |
| -- | ------------------------------- | ------------------------------------- | ------------------- | ---------------- | ---------------- | -------- | ------------------------ | --- |
| 45 | Raúl Alfonsín.                  | Raúl Alfonsín (1927-2009)             | 1983 – 1989         | 10 décembre 1983 | 8 juillet 1989   | 1983     | Union civique radicale   | Vice-président : Víctor Hipólito Martínez. Défenseur des droits humains, créateur de la Comisión Nacional sobre la Desaparición de Personas. Il soutient aussi le plan Austral qui est un échec. |
| 46 | Carlos Menem.                   | Carlos Menem (1930-2021)              | 1989 – 1995         | 8 juillet 1989   | 10 décembre 1995 | 1989     | Parti justicialiste      | Vice-président : Eduardo Duhalde (1989-1991). Une révision constitutionnelle réduit le mandat présidentiel de 6 à 4 ans.                                                                         |
| 46 | Carlos Menem.                   | Carlos Menem (1930-2021)              | 1995 – 1999         | 10 décembre 1995 | 10 décembre 1999 | 1995     | Parti justicialiste      | 2e mandat. Vice-président : Carlos Ruckauf (es). |
| 47 | Fernando de la Rúa.             | Fernando de la Rúa (1937-2019)        | 1999 – 2003         | 10 décembre 1999 | 21 décembre 2001 | 1999     | Union civique radicale   | Il démissionne. Vice-président : Carlos Álvarez (es) (1999-2000). |
| 48 | Adolfo Rodríguez Saá.           | Adolfo Rodríguez Saá (1947)           | 1999 – 2003         | 23 décembre 2001 | 30 décembre 2001 | –        | Parti justicialiste      | Président provisoire élu par le Congrès. |
| 49 | Eduardo Duhalde.                | Eduardo Duhalde (1941)                | 1999 – 2003         | 2 janvier 2002   | 25 mai 2003      | –        | Parti justicialiste      | Président provisoire élu par le Congrès. |
| 50 | Néstor Kirchner.                | Néstor Kirchner (1950-2010)           | 1999 – 2003         | 25 mai 2003      | 10 décembre 2003 | 2003     | Parti justicialiste      | Vice-président : Daniel Scioli. |
| 50 | Néstor Kirchner.                | Néstor Kirchner (1950-2010)           | 2003 – 2007         | 10 décembre 2003 | 10 décembre 2007 | 2003     | Parti justicialiste      | Vice-président : Daniel Scioli. |
| 51 | Cristina Fernández de Kirchner. | Cristina Fernández de Kirchner (1953) | 2007 – 2011         | 10 décembre 2007 | 10 décembre 2011 | 2007     | Parti justicialiste      | Première femme élue à la tête du pays. Vice-président : Julio Cobos. |
| 51 | Cristina Fernández de Kirchner. | Cristina Fernández de Kirchner (1953) | 2011 – 2015         | 10 décembre 2011 | 10 décembre 2015 | 2011     | Parti justicialiste      | 2e mandat. Vice-président : Amado Boudou. |
| 52 | Mauricio Macri.                 | Mauricio Macri (1959)                 | 2015 – 2019         | 10 décembre 2015 | 10 décembre 2019 | 2015     | Proposition républicaine | Vice-présidente : Gabriela Michetti. |
| 53 | Alberto Fernández.              | Alberto Fernández (1959)              | 2019 – 2023         | 10 décembre 2019 | 10 décembre 2023 | 2019     | Parti justicialiste      | Vice-présidente : Cristina Fernández de Kirchner. |
| 54 | Javier Milei.                   | Javier Milei (1970)                   | 2023 – 2027         | 10 décembre 2023 | en cours         | 2023     | Parti libertarien        | Vice-présidente : Victoria Villarruel. |